# Lovce
Pour l’article homonyme, voir Lovce (Gnjilane).
Lovce (allemand : Lotze, hongrois : Kislóc) est un village de Slovaquie situé dans la région de Nitra.

## Histoire
Première mention écrite du village en 1323.

## Démographie

### Évolution de la population
| Année:               | 1994. | 2004.   | 2014.   | 2024.   |
| -------------------- | ----- | ------- | ------- | ------- |
| Nombre de personnes: | 661   | 699     | 661     | 703     |
| Différence:          |       | +5,74 % | -5,43 % | +6,35 % |

| Année:               | 2023. | 2024.   |
| -------------------- | ----- | ------- |
| Nombre de personnes: | 704   | 703     |
| Différence:          |       | -0,14 % |